# Nati Camacho
Nati Camacho García-Moreno (Fuencaliente, 1947) es una sindicalista y activista feminista española, conocida por su papel en la lucha obrera contra la dictadura franquista y su trayectoria en Comisiones Obreras (CCOO). Fue detenida en múltiples ocasiones por su militancia y llegó a estar encarcelada en la prisión de Carabanchel mientras estaba embarazada.

## Trayectoria
Nació en Fuencaliente, en Ciudad Real y, cuando tenía tres meses, su familia se trasladó a Puertollano. Creció en una familia marcada por la represión franquista, ya que sus abuelos fueron fusilados por el bando sublevado, y desde joven fue consciente de las injusticias sociales. Su padre, que trabajaba en las minas de la Empresa Nacional Calvo Sotelo, fue militante del Partido Comunista de España (PCE). En 1966, sus padres se mudaron con ella y sus otros cuatro hermanos a vivir a Madrid, donde comenzó a trabajar en una fábrica textil y se integró en el movimiento sindical a través de las CCOO Juveniles, participando activamente en la organización.
Durante los años 60 y 70, Camacho se implicó en campañas internacionales en apoyo a los presos del Proceso 1001, que juzgó a los dirigentes de CCOO, conocidos como 'los diez de Carabanchel'. Fue detenida en siete ocasiones, cuatro de ellas con ingreso en prisión, dos mientras estaba embarazada. En 1968, fue arrestada por formar parte de una asamblea de CCOO en la Estación de Zarzalejo, y en 1973, a su regreso de una campaña en Francia, fue nuevamente detenida y encarcelada en Carabanchel, donde convivió con otras reclusas en condiciones muy duras.
Tras la dictadura, Camacho fue secretaria general de la Federación Textil de CCOO en Madrid y, posteriormente, de la Federación Estatal del sector. Su labor sindical se centró en mejorar las condiciones laborales de las trabajadoras textiles y en visibilizar la importancia del trabajo femenino en la industria.

## Reconocimientos
La trayectoria de Nati Camacho García-Moreno ha sido documentada en el Archivo de Historia del Trabajo de Comisiones Obreras, donde su testimonio forma parte de la colección Biografías obreras y militancia sindical. En 2021, participó en la presentación de la obra colectiva Sindicalistas. Mujeres que lucharon por un mundo mejor, editada por la Fundación 1.º de Mayo, donde se reconoce su legado junto al de otras activistas que impulsaron la participación de las mujeres en el sindicalismo español.
Su experiencia también se recoge en el libro 1001. La lucha que alumbró la democracia, presentado en 2023, donde se destaca su perseverancia en la defensa de los derechos laborales y su papel en el movimiento sindical español. En 2024, Comisiones Obreras de Castilla-La Mancha rindió un homenaje a Nati Camacho y a otras sindicalistas históricas y pioneras en la lucha por la igualdad.